# Patrick Steptoe
Patrick Christopher Steptoe (Oxford, 9 giugno 1913 – Canterbury, 21 marzo 1988) è stato un ginecologo inglese, pioniere del trattamento della fertilità. Steptoe è stato responsabile con il biologo e fisiologo Robert Edwards e Jean Purdy, infermiera che si prestò all'assistenza tecnica di laboratorio, per lo sviluppo della fecondazione in vitro. Louise Joy Brown, la prima bambina in provetta, è nata il 25 luglio 1978. Edwards ha ricevuto il premio Nobel 2010 per la medicina per il suo lavoro sullo sviluppo della fecondazione in vitro; Steptoe e Purdy non potevano essere presi in considerazione perché il Premio Nobel non viene assegnato postumo.

## Biografia
Nato a Oxford, Steptoe ha studiato alla Grammar School, Witney (dal 1968 Henry Box School) nell'Oxfordshire. Andò al King's College di Londra e si laureò alla St George's Hospital Medical School di Londra nel 1939. Prestò servizio nella Royal Navy dal 1939 al 1946 e raggiunse il grado di tenente comandante.
Dal 1947 al 1949 è stato assistente capo in ostetricia e ginecologia al St. George's Hospital, poi cancelliere senior presso il Whittington Hospital (precedentemente noto come Highgate Hospital) e ha ottenuto il suo FRCS (Ed) nel 1950. Il suo capo a Highgate, Kathleen Harding, è stato accreditato da Steptoe per avergli insegnato molto sulla gestione dell'infertilità.

### Pioniere della laparoscopia
Dopo la seconda guerra mondiale, ha studiato ostetricia e, nel 1951, ha iniziato a lavorare presso l'Oldham & District General Hospital. Da Raoul Palmer apprese la tecnica della laparoscopia e ne promosse l'utilità. Nel 1967 pubblica "Laparoscopia in Ginecologia". Successivamente, Robert Edwards, un fisiologo dell'Università di Cambridge, lo contattò e lo interessò a collaborare allo sviluppo della fecondazione in vitro.

## Il lavoro con Edwards

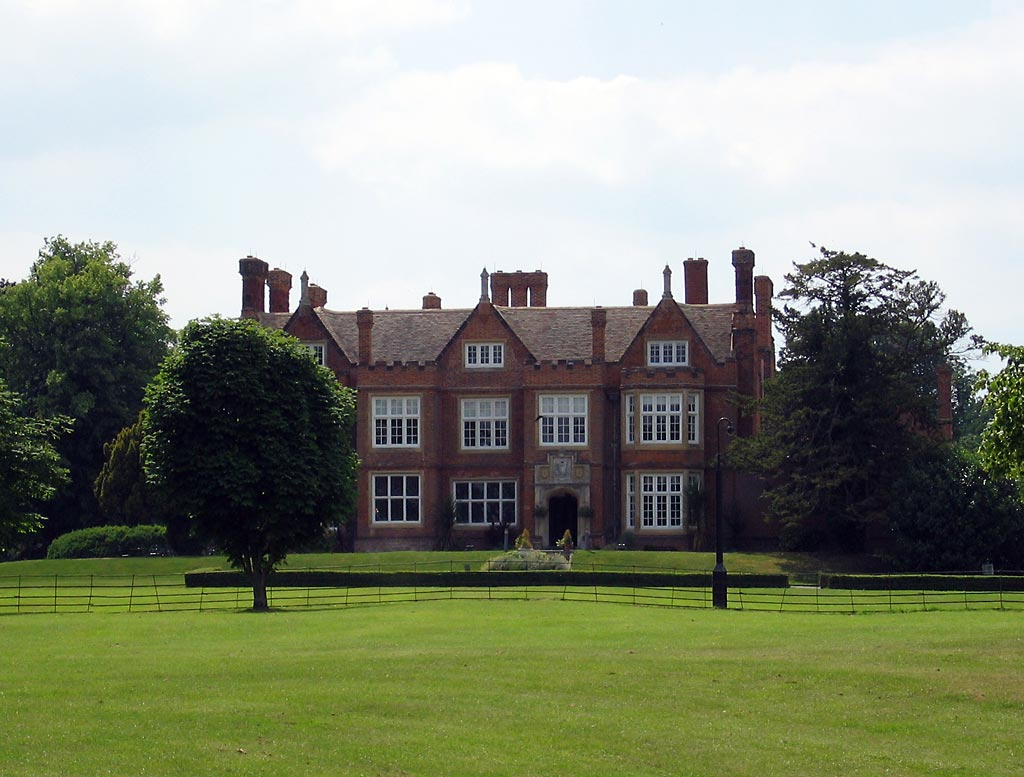
Bourn Hall Clinic

Steptoe è diventato il direttore del Centro per la riproduzione umana, Oldham, nel 1969. Usando la laparoscopia, ha raccolto gli ovuli da donne infertili volontarie che vedevano il suo ruolo come la loro ultima speranza per ottenere una gravidanza. Edwards e Jean Purdy hanno fornito l'esperienza di laboratorio. Durante questo periodo hanno dovuto sopportare critiche e ostilità nei confronti del loro lavoro. Infine, nel 1978, la nascita di Louise Brown ha cambiato tutto. Sebbene abbia incontrato ulteriori critiche, altre cliniche sono state in grado di seguire l'esempio e i pazienti hanno risposto. Per accogliere l'aumento del numero di pazienti e formare specialisti, lui, Purdy ed Edwards fondarono la Bourn Hall Clinic, Cambridgeshire, nel 1980 di cui Steptoe è stato Direttore sanitario fino alla sua morte.